# Lepidosaphes citrina
Lepidosaphes citrina är en insektsart som först beskrevs av Borchsenius 1964.  Lepidosaphes citrina ingår i släktet Lepidosaphes och familjen pansarsköldlöss. Inga underarter finns listade i Catalogue of Life.